# Jake Hesketh
Jake Alexander Hesketh (Stockport, Anglia, 1996. március 27. –) angol labdarúgó középpályás, aki jelenleg a Burton Albion játékosa.

## Pályafutása

### Southampton
Hesketh Stockportban, Manchester közelében született, de féléves korában családjával Whiteleyba, Hampshire megyébe költözött. A Southampton akkor figyelt fel rá, amikor egy U9-es helyi futballtornán vett részt, a Crofton Saints Football Club színeiben. Ezt követően csatlakozott a csapat ifiakadémiájához. Miután a 2013/14-es szezonban az U18-as csapat gólkirálya lett, 2014 májusában megválasztották az év legjobb ifijének. Ugyanezen a napon három évre szóló profi szerződést kapott a Southamptontól. A következő szezonban a csapat akkor menedzsere, Ronald Koeman felvitte az első kerethez, a csapatot sújtó sérüléshullám miatt. 2014. december 8-án mutatkozott be a csapatban, egy Manchester United elleni bajnokin, a 70. percben beállva Dušan Tadić helyére. Öt nappal később, a Burnley ellen kezdőként kapott lehetőséget. Ugyanebben a szezonban 22 alkalommal lépett pályára az U21-es csapatban és két gólt szerzett, hozzájárulva az U21-es Premier League Cup megnyeréséhez. Felnőtt pályafutása első gólját 2016. szeptember 22-én, egy Crystal Palace elleni Ligakupa-meccsen szerezte.

## Külső hivatkozások
- Jake Hesketh pályafutásának statisztikái a Soccerbase oldalon (angolul)